# Pueblas de Madrid

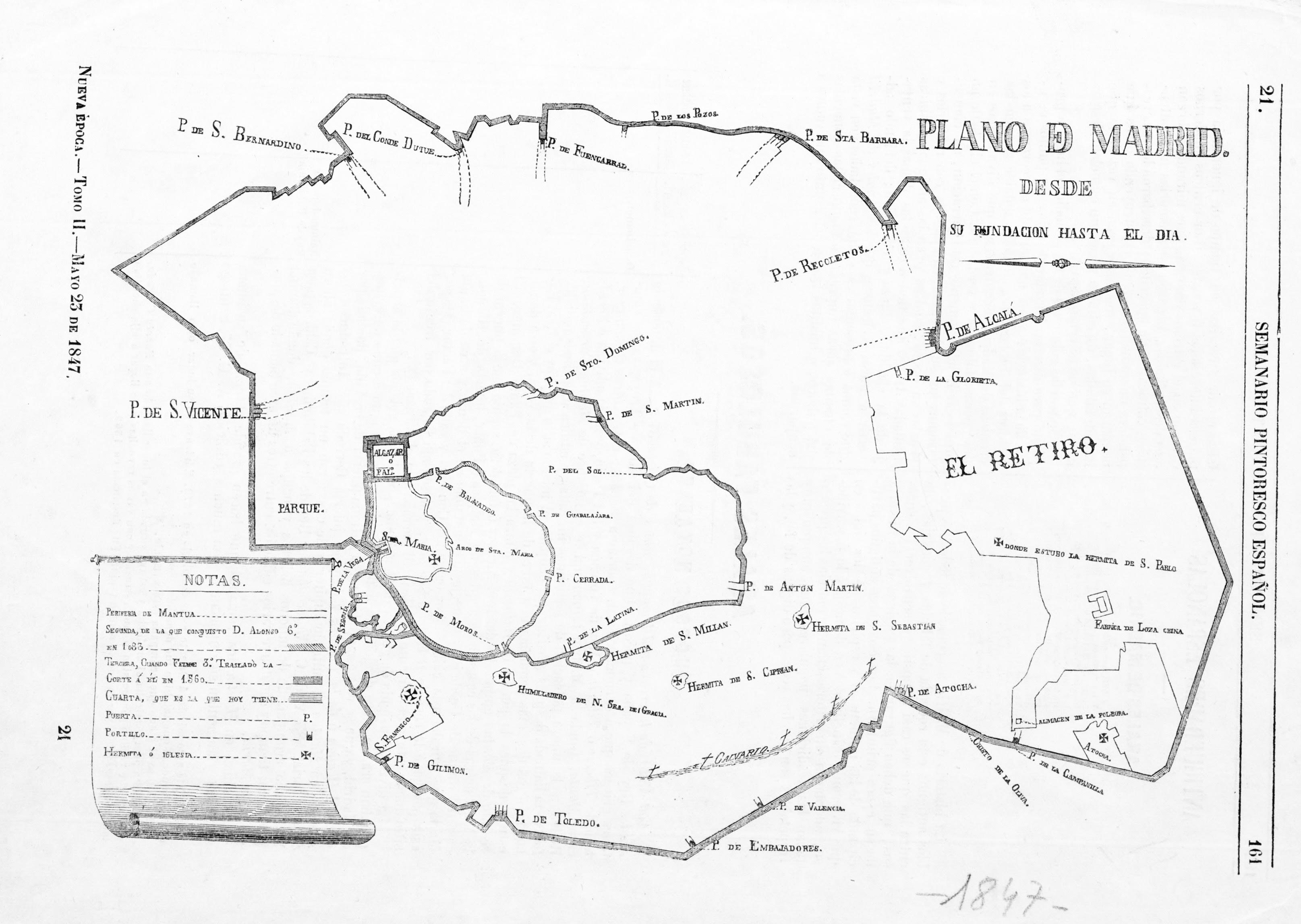
Esquema de murallas, cercas, puertas y portillos de Madrid, a lo largo de su historia antigua. Dibujo publicado en 1847 por el Semanario Pintoresco Español.

Las pueblas de Madrid fueron pequeños poblados o grupos de casas y haciendas emplazados fuera de la cerca de Felipe II, que delimitaba el perímetro del Madrid de los primeros austrias españoles. Se guarda documentación de la Puebla Vieja, la Puebla Nueva, la Puebla de don Juan de Alarcón, la Puebla de don Juan de la Victoria de Bracamonte y la Puebla de González de Henso.

## La cerca
La cerca de Felipe II, construida en el siglo xvi, fue una ampliación de la cerca del Arrabal y precedente de la cerca de Felipe IV (1625), en el conjunto de cercas de Madrid construidas como aduanas de acceso a la Villa. Iniciada hacia 1566 y finalizada en 1598, su trazado incluía siete puertas en un perímetro de casi cinco  kilómetros en torno a unas 125 hectáreas de la expandida antigua ciudad medieval.

## Las pueblas
Extramuros de la Villa de Madrid, entre terrenos de labor y pastoreo, tenían señorío algunas «personas nobles» como las familias Peralta, Barrionuevo y Victoria de Bracamonte. En esos eriales comenzaron a edificarse en el siglo xvi grupos de casas más o menos solariegas o de campo, en un proceso urbanístico no controlado y facilitado por el bajo precio de los solares, al estar fuera del recinto de la ciudad. Se guarda noticia de tres pueblas principales:
- La Puebla de Peralta, junto al portillo de Santo Domingo, citada así en 1567, formando un grupo de casas situadas a la derecha de lo que luego sería la calle de San Bernardo (antes camino bajo de Fuencarral) y cerca de la calle de la Flor Alta (por los jardines de Alonso de Peralta) y la calle del Pozo que, como la calle de Peralta luego también desaparecerían con la construcción de la Gran Vía de Madrid.[2]

- La Puebla de don Juan de la Victoria o Puebla Vieja, que pudo formarse hacia 1572, entre la calle de Fuencarral (o camino alto de Fuencarral) y la corredera Baja de San Pablo.

- La Puebla de González de Henso (o Henao, según qué grafías), situada hacia 1590 en el entorno de lo que luego sería la calle de Torija y que tuvo entre sus construcciones el colegio de doña María de Aragón.[2] Quedaría como rastro nominal el recoleto pasaje conocido como calle de la Nao, entre la calle de Loreto y Chicote y la de la Puebla.[b][7]

## Descripción de Mesonero
El cronista Mesonero Romanos, inicia su descripción del primitivo distrito de «Porta-Coeli» y Maravillas narrando la evolución urbanística de la Puebla Vieja de Juan de Victoria desde mediados del siglo xvi.

La parte de la derecha, comprendida entre las calles de Fuencarral y las Correderas, fue formada, según noticias fidedignas, en dicha época, a consecuencia de la venta hecha por D. Juan de Victoria Bracamonte, en 7 de Noviembre de 1542, de unas tierras que tenía en el arrabal de Madrid, fronteras al camino de Fuencarral, cediéndolas a censo por diez ducados perpetuos de oro al año, y reservándose un pedazo para labrar casa para él, como lo hizo en la calle que tomó su nombre de la Puebla Vieja de Juan de Victoria. Posteriormente, un hijo suyo del mismo nombre, en 17 de Agosto de 1597, concedió su licencia para dividir dicha tierra en noventa y cinco solares, con el censo anual de dos reales y una gallina, y con la condición de que habían de edificar en ellos casas bajo la traza que diere el alarife Francisco Lozano, cuyo censo viene pesando todavía sobre la mayor parte de las casas de dicha procedencia. Estos solares fueron en gran parte los que vinieron a formar las calles del Desengaño, Valverde, Barco, Olivo, Jacometrezo, Horno de la Mata y Corredera baja de San Pablo, hasta la de San Joaquín. En 1589 consta que de estos noventa y cinco solares poseía una parte el escribano Diego de Henao, y que fue uno de los que con los Victorias emprendieron esta puebla y construcción, habiendo edificado la tercera, cuarta y quinta casa de la Corredera de San Pablo, con accesorias a una callejuela, que recibió, por esta razón, su apellido, y hoy por corrupción se llama calle del Nao.
El antiguo Madrid. Paseos histórico-anecdóticos por las calles y casas de esta villa (1861)